# Nueva Braunau
Nueva Braunau es una localidad chilena perteneciente a la comuna de Puerto Varas, provincia de Llanquihue, Región de Los Lagos. Fue fundada el 15 de agosto de 1877 por  bohemios germanoparlantes provenientes del Imperio austrohúngaro, dentro del proceso que se conoce como la colonización alemana del sur de Chile. 

## Toponimia
El nombre de Nueva Braunau viene por la ciudad checa de Braunau, de donde provenían muchos de los colonos fundadores. No debe ser confundida con las ciudades que llevan el mismo nombre en Austria y en Suiza. Es junto a Colonia Humán, al sur de la Región del Biobío, dos de las localidades chilenas fundadas por colonos provenientes de los actuales territorios checos.

## Historia

### Fundación
La última y significativa corriente de colonos bohemios alemanes,  provenientes del distrito de Braunau, llegaron a Chile entre los años 1872 y 1875. Estos sumaron aproximadamente unas 99 familias, con un total de unas 363 personas
Para la década de 1870, el gobierno ya había entregado la mayoría de los terrenos en la parte sur del Lago Llanquihue, por lo que el sector de la futura Nueva Braunau fueron los siguientes a sortear mediante una rifa. Una de las primeras pruebas a superar fue el cruce del correntoso Río Maullín, para lo que fue necesario fabricar una balsa para el cruce de personas, animales y cargas. Cada familia, con esfuerzo, logró construir su casa con los medios a su alcance. En general los colonos con mucho empeño y aplicación consiguieron transformar esas tierras en lecherías, campos de trigo, avena, pasto, papas, remolacha y otros productos que la actual generación obtiene de ellos.
La empresa Lechera del Sur fue fundada en 1950, siendo una importante fuente de ingreso para las familias de Nueva Braunau por más de 50 años, hasta que fue cerrada en 2002 por Nestlé.

## Economía

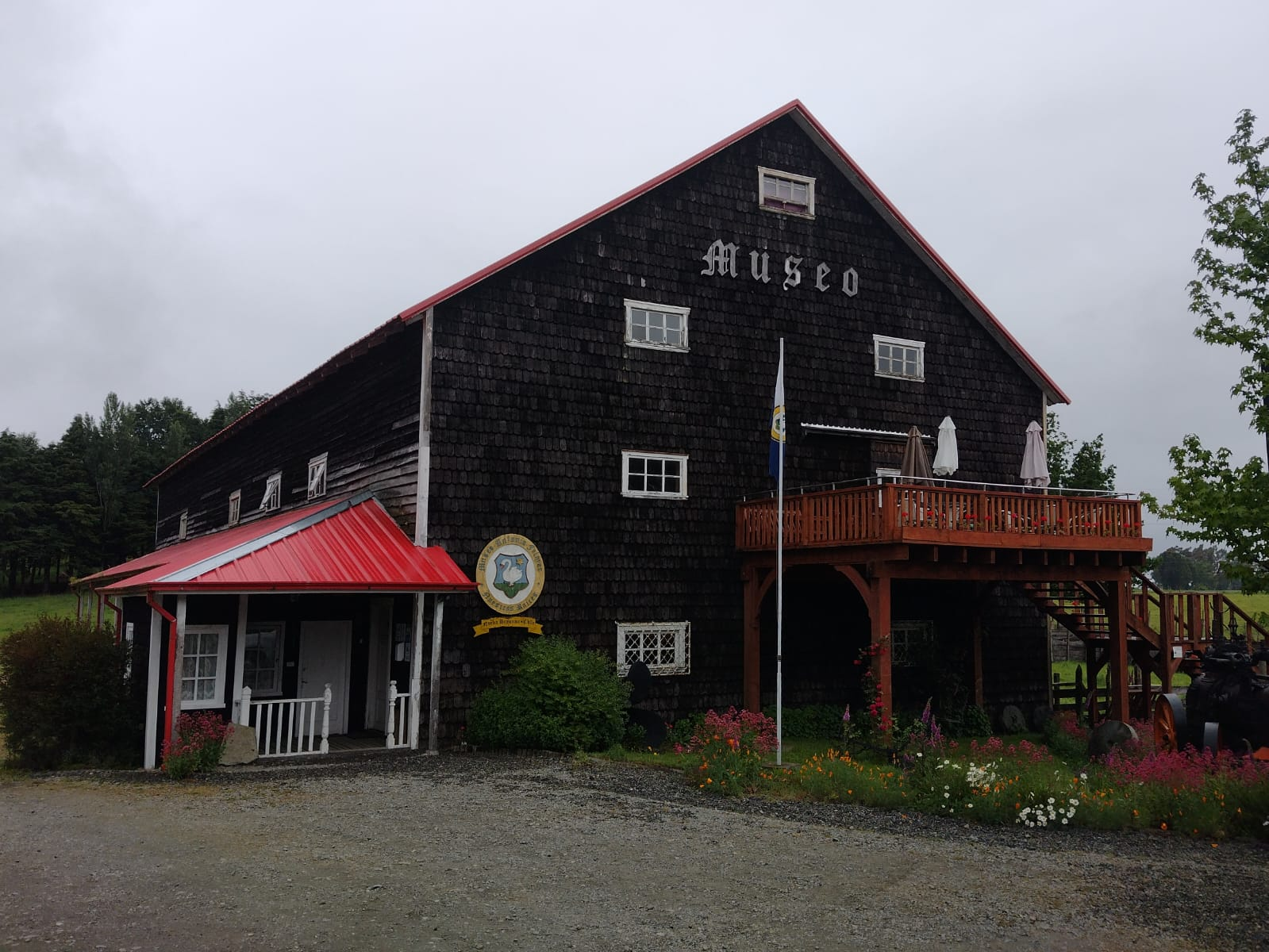
Museo Antonio Felmer, en el año 2022.

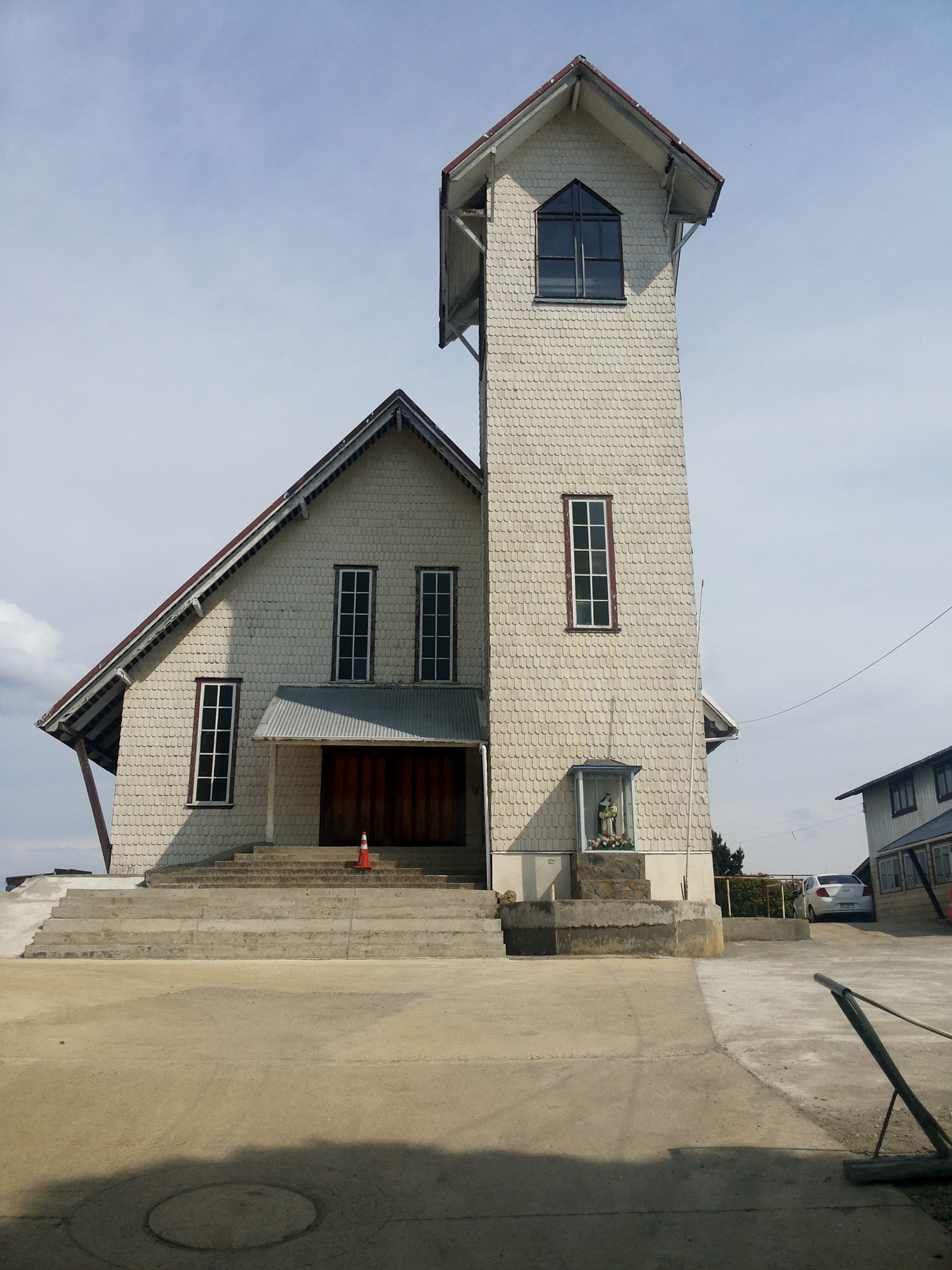
Parroquia Santa Rosa de Lima, en Nueva Braunau, construida en 1967.

Ubicado a 9 km al oeste de la ciudad de Puerto Varas, su principal actividad económica es la agricultura y en segundo plano el turismo.
En el pueblo se encuentra el Museo Antonio Felmer, con una colección sobre los primeros colonos que habitaron la región. Dentro de las empresas ubicadas en la localidad, se encuentra la fábrica de cecinas artesanales Braunau, fundada en 1992.

## Servicios

### Bomberos
El Cuerpo de Bomberos de Puerto Varas fue fundado el 21 de enero de 1908. Consta de seis compañías entrenadas, en la localidad se encuentra presente la "Quinta Compañía "Nueva Braunau"".

### Transporte
La localidad cuenta con un servicio de minibuses que conecta con Puerto Varas.

### Salud
- Posta Nueva Braunau, de primeros auxilios.